# Син дракон
Вижте пояснителната страница за други значения на Дракон.
Син дракон (Glaucus atlanticus) е вид малък син морски плужек, безчерупчесто коремоного мекотело от семейство Glaucidae. Известен е още под имената „син ангел“, „син океански плужек“, „син морски плужек“ и „морска лястовица“. Среща се в топлите части на океана, където плува по повърхността на водата, поради наличието на газ в стомаха му.
Тези морски охлюви са пелагични: те плуват нагоре-надолу посредством разликата в налягането на водата и се придвижват заедно с ветровете и океанските течения.
Glaucus Atlanticus са хермафродити, което означава, че имат мъжки и женски репродуктивни органи. Когато два сини дракона се чифтосват, и двата произвеждат яйца. Яйцата са бели и са на нишки с дължина до 17,5 мм. Те произвеждат приблизително 36-96 яйца на низ и 4-6 нишки на час. Сините дракони обикновено снасят яйцата си върху плавей или върху скелетите на своята плячка. След това яйцата се превръщат в ларви, приличащи на рибни такива.

## Описание
Синият дракон достига на дължина до 3 cm. Има камуфлажна окраска: синята част на тялото му е обърната нагоре, а сребърната/сивата страна е обърната надолу.
Тези морски охлюви съхраняват жилещите клетки, наречени нематоцисти в собствените си тъкани като защита срещу хищници. Хората, които ги държат в ръка, могат да получат много болезнено и потенциално опасно ужилване.

## Хранене
Храни се с други пелагични същества, включително отровни мешести и Португалска галера.

## Таксономия
Този вид наподобява и е близко родствен на Glaucus marginatus, който вече е известно, че не е един вид, а четири отделни вида, които живеят в Индийския океан и Тихия океан.